# 玉谷愛
玉谷 愛（たまたに あい、1995年11月2日 - ）は、南日本放送（MBC）のアナウンサー。

## 人物
福岡県出身。
福岡県立修猷館高等学校を経て、西南学院大学国際文化学部国際文化学科を卒業後、2019年南日本放送に入社。

## 現在の出演番組

### テレビ
- かごよんフライデー（金曜 15:49～16:50）
- MBCニュース

### ラジオ
- モーニングスマイル（月～金曜 6:30～9:40）火曜担当
- 城山スズメ（月～金曜 13:30～16:35）木曜担当
- MBCミュージックアプリ（土曜19:00～19:30）
- MBC50ニュース